# 대한민국 민법 제87조
대한민국 민법 제87조는 청산인의 직무에 대한 민법총칙 조문이다. 

## 조문
제87조(청산인의 직무) ① 청산인의 직무는 다음과 같다.
1. 현존사무의 종결
2. 채권의 추심 및 채무의 변제
3. 잔여재산의 인도
②청산인은 전항의 직무를 행하기 위하여 필요한 모든 행위를 할 수 있다.

第87條(淸算人의 職務) ① 淸算人의 職務는 다음과 같다.
1. 現存事務의 終結
2. 債權의 推尋 및 債務의 辨濟
3. 殘餘財産의 引渡
②淸算人은 前項의 職務를 行하기 爲하여 必要한 모든 行爲를 할 수 있다.

## 참고 문헌
- 오현수, 일본민법, 진원사, 2014. ISBN 978-89-6346-345-2
- 오세경, 대법전, 법전출판사, 2014 ISBN 978-89-262-1027-7
- 이준현 , LOGOS 민법 조문판례집, 미래가치, 2015. ISBN 979-1-155-02086-9